# Hässelby gård
Hässelby gård is een station van de Stockholmse metro in het stadsdeel Hässelby-Vällingby van Stockholm op 17,7 spoorkilometer ten westen van het centraal gelegen metrostation Slussen. Het is het vijfde station van de Vällingbygroep waarin Vällingby de centrum functie vervult. In november 1956 was er nog sprake van een provisorium dat werd geopend als vervanging van de spoorlijn Spånga-Lövsta, die een maand later voor personenvervoer werd gesloten. 
Het station wordt bedient door lijn T19 van de groene route en werd in zijn huidige vorm geopend op 15 oktober 1958. Het ligt op een viaduct over Hässelby torg, het centrale plein van de buurt. 

## Galerij

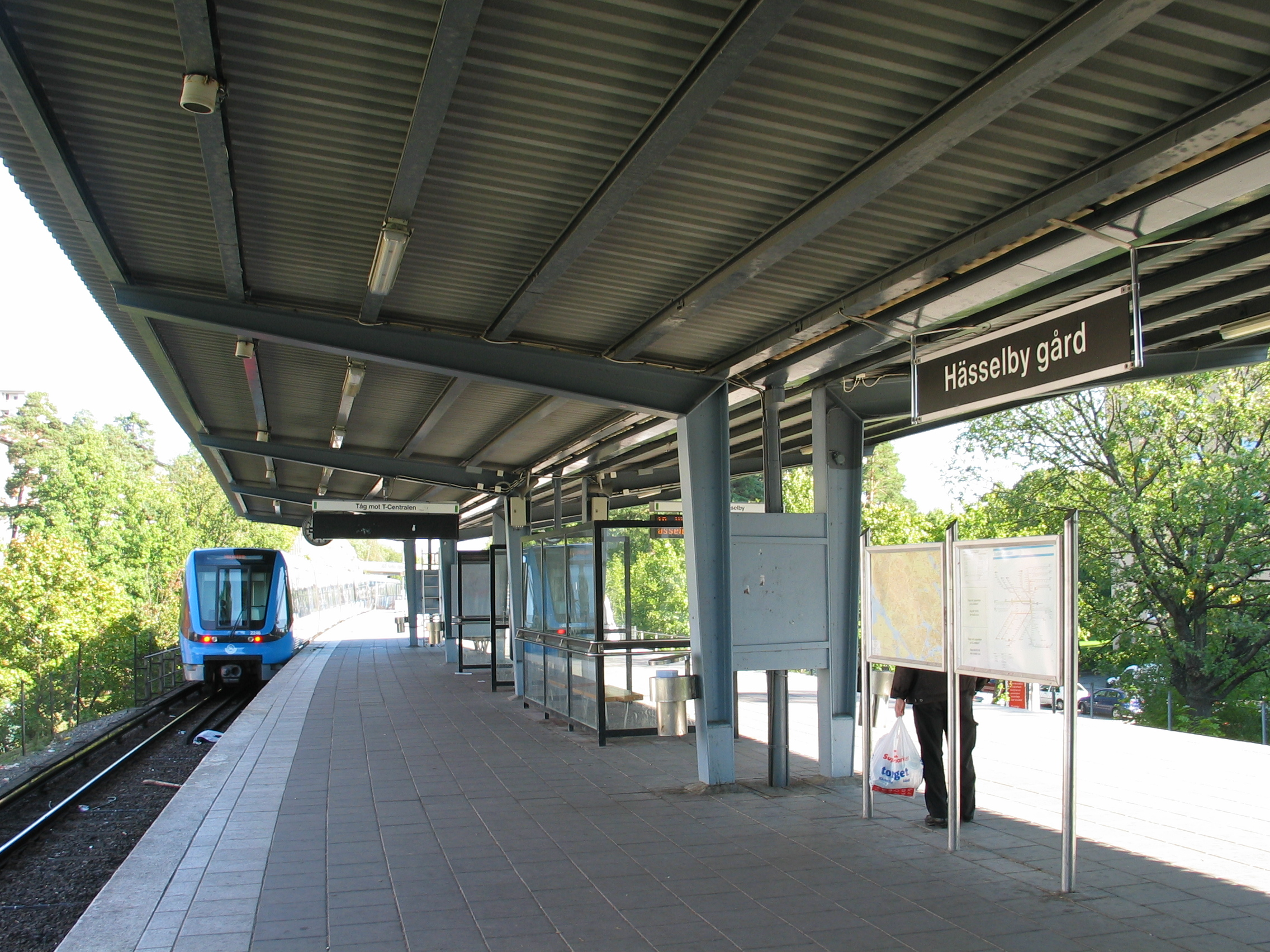
Hässelby gård, september 2006.
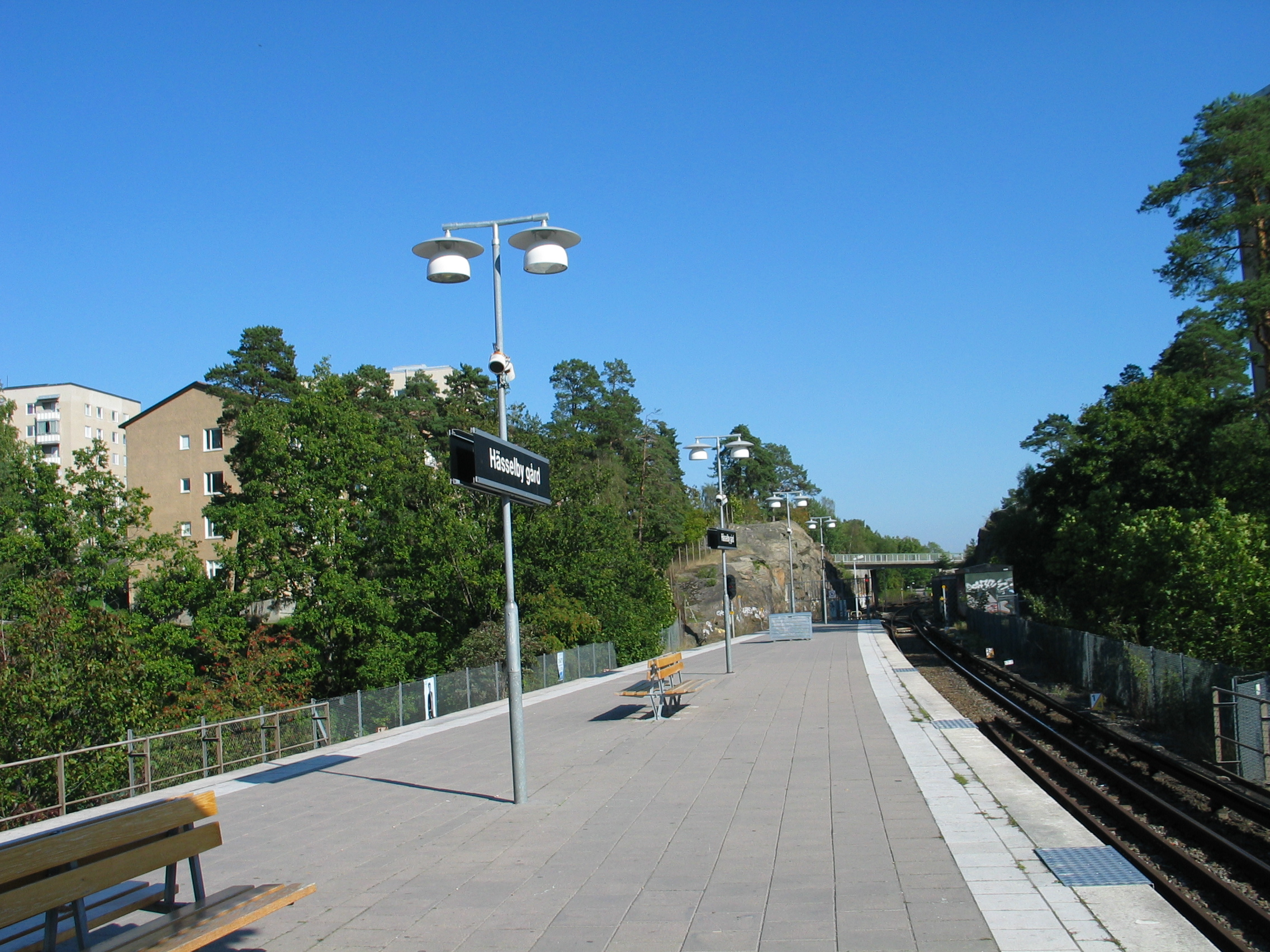
Het perron, september 2006.

Hässelby strand · 
Hässelby gård ·
Johannelund ·
Vällingby ·
Råcksta ·
Blackeberg ·
Islandstorget ·
Ängbyplan ·
Åkeshov· 
Brommaplan·
Abrahamsberg· 
Stora Mossen· 
Alvik · 
Kristineberg · 
Thorildsplan  · 
Fridhemsplan · 
S:t Eriksplan · 
Odenplan  · 
Rådmansgatan  · 
Hötorget · 
T-Centralen ·  
Gamla Stan · 
Slussen · 
Medborgarplatsen ·  
Skanstull · 
Gullmarsplan ·  
Globen ·
Enskede gård ·
Sockenplan ·
Svedmyra ·
Stureby ·
Bandhagen ·
Högdalen ·
Rågsved ·
Hagsätra